# Джо Абъркромби
Джо Абъркромби (на английски: Joe Abercrombie) е британски писател на бестселъри в жанра фентъзи. Той е автор на трилогията „Първият закон“, както и на други фентъзи книги в същия свят, както и на трилогия романи за тийнеджъри „Разбито море“. Носител е на две награди „Локус“ за 2015 г.: за най-добра книга за тийнейджъри („Полукрал“) и за най-добра повест („На никого не му е лесно“).

## Биография
Джо Абъркромби е роден на 31 декември 1974 г. в град Ланкастър, Англия. От малък обича да играе на компютърни игри.
Учи в Кралското училище в Ланкастър и следва специалност „Психология“ в Университета в Манчестър. След дипломирането си работи на минимална заплата в телевизионна компания в Лондон. Две години след това напуска и започва кариера като филмов редактор на свободна практика. Работи по документални филми, музикални клипове и концерти, и церемонии по връчване на награди.
През 2001 – 2002 г., по време на почивката между отделните продукции, започва да пише романа „Гласът на острието“. Завършва го през 2004 г. и след една година търсене на издател той е публикуван през 2006 г. Дебютният му роман е първа част от поредицата „Първият закон“ (The First Law) и е нова стъпка в историята на фентъзи жанра. Епичната сага е разгърната с лекота от смелото въображение на талантливия писател. Тя разказва за белязани от свирепи битки варвари, за осакатени в душата и тялото благородници с кърваво минало и агонизиращо настояще, за завърнали се древни магуси, за враждуващи съюзници и амбициозни, но коварни войни. Действието се развива в богат и съдържателен свят, с ярки герои и майсторски съставен сюжет. Романът става много популярен сред читателите и критиката. През 2007 и 2008 г. излизат успешните фентъзи романи „Преди да увиснат на въжето“ и „Последният довод на кралете“ от трилогията „Първият закон“.
В началото на 2008 г. Абъркромби е един от участниците в продукцията на Би Би Си – „Фентъзи светове“ (Worlds of Fantasy) с участието на Майкъл Муркок, Тери Пратчет, Чайна Миевил и др.
През 2009 г. излиза първият роман от серията „Светът на първия закон“ – „Отмъщението на Монца“. През 2011 и 2012 г. са публикувани успешните „Герои“ и „Червена страна“.
Първата част от вдъхновената от викинги серия „Разбито море“ – „Полукрал“ излиза през 2014 г. и печели наградата „Локус“ за най-добър дебютен роман за тийнеджръри (Locus Award for Best Young Adult Book). Останалите две книги – „Половин свят“ и „Половин война“ са публикувани през 2015 г.
Джо Абъркромби живее със съпругата си Лу и трите им деца – дъщерите Грейс и Ева, и сина им Теди, в град Бат, Съмърсет, Англия.

## Избрани произведения

### Серия „Първият закон“ (The First Law)
1. The Blade Itself (2006)
Гласът на острието, ИК „Колибри“ (2010), прев. Александър Ганчев, ISBN 978-954-529-832-5
2. Before They Are Hanged (2007)
Преди да увиснат на въжето, ИК „Колибри“ (2011), прев. Александър Ганчев, ISBN 978-954-529-879-0
3. Last Argument of Kings (2008)
Последният довод на кралете, ИК „Колибри“ (2011), прев. Александър Ганчев, ISBN 978-954-529-918-6

### Серия „Светът на първия закон“ (First Law World)
1. Best Served Cold (2009)
Отмъщението на Монца, изд. „Бард“ (2011), прев. Красимир Вълков, ISBN 978-954-655-211-2
2. The Heroes (2011)
Герои, ИК „Колибри“ (2013), прев. Александър Ганчев, ISBN 978-619-150-163-2
3. Red Country (2012)
Червена страна, ИК „Колибри“ (2014), прев. Александър Ганчев, ISBN 978-619-150-428-2

- Sharp Ends: Stories from the World of the First Law (2016) – сборник с разкази 
Внезапни завършеци, ИК „Колибри“ (2017), прев. Александър Ганчев, ISBN 978-619-02-0018

#### Разкази и повести в света на Първия закон
- В сборника „Внезапни завършеци“, ИК „Колибри“ (2017), прев. Александър Ганчев
  - The Fool Jobs (2010)
„Идиотсĸa задача“
  - Yesterday, Near a Village Called Barden (2011)
„Bчера, близо до село, наречено Барден…“
  - Freedom! (2012)
„Cвобода!“
  - Skipping Town (2013)
„Oмитане от града“
  - Some Desperado (2013)
„И това ми било разбойничĸa“
- В сборника „Разбойници“, изд. „Сиела“ (2015), ISBN 978-954-28-1712-3
  - Tough Times All Over (2014), награда „Локус“ (2015) за най-добра повест
„На никого не му е лесно“
- В сборника „Внезапни завършеци“, ИК „Колибри“ (2017), прев. Александър Ганчев
  - Small Kindnesses (2015)
„Mалĸи добрини“
  - Hell (2016)
„Ад“
  - Two's Company (2016)
„Двама ca малĸo“
  - Wrong Place, Wrong Time (2016)
„Ha неподходящо място в неподходящ момент“
  - A Beautiful Bastard (2016)
„Kрасив негодниĸ“
  - Made a Monster (2016)
„Да създадеш чудовище“
  - Three's a Crowd (2016)
„Tрима ca много“

### Серия „Разбито море“ (Shattered Sea)
1. Half a King (2014), награда „Локус“ (2015) за най-добър роман за тийнейджъри
Полукрал, ИК „Колибри“ (2016), прев. Александър Ганчев, ISBN 978-619-150-528-9
2. Half a World (2015)
Половин свят, ИК „Колибри“ (2018), прев. Александър Ганчев, ISBN 978-619-02-0178-6
3. Half a War (2015)
Половин война, ИК „Колибри“ (2018), прев. Александър Ганчев, ISBN 978-619-02-0219-6

### Серия „Ерата на безумието“ (The Age of Madness)
15 години след събитията, описани в „Червена страна“.
1. A Little Hatred (2019) – роман
Малка омраза, ИК „Сиела“ (2020), прев. Александър Ганчев, ISBN 9789542833154
2. The Trouble with Peace (2020) – роман
Проблемът с мира, ИК „Сиела“ (2021), предстои
3. The Wisdom of Crowds (2021) – роман

### Филмография (редактор)
- 1998 Boyz & Girlz – документален ТВ сериал
- 2001 Trex – документален ТВ сериал
- 2002 Trex 2 – документален ТВ сериал
- 2002 One Big Sunday – ТВ сериал
- 2005 Don't Make Me Angry – документален ТВ сериал
- 2006 Keane: Live in Chicago – ТВ продукция
- 2006 V Festival – ТВ филм
- 2007 V Festival 2007 – ТВ продукция